# 羅憲陛
羅憲陛（16世紀—17世紀），字拱北，江西南昌府進賢縣人，明朝政治人物。

## 生平
羅憲陛是萬曆四十三年（1615年）的舉人，授安吉學正，勤勞教導士子，並提拔當中出色者，貧者則在公署教養；陞廣東新興知縣，剷除當地豪強，發奸摘伏如神，待民和惠得愛戴，上級都交薦其才幹，辭官回鄉後嚴肅教育子弟，而其個人個性端方、操守廉潔，鄉人都稱他有父親羅希賢的風範。

## 引用
1. 1 2  光緒《進賢縣志·卷十八·人物》：羅憲陛，字拱北，希賢子，中萬厯乙卯鄉試，初授吉安州【安吉州】學正，程文較士無虛，日拔其尤，而貧者教養於署中；陞廣東新興知縣，屢鋤強梗，發奸摘伏如神，而和惠宜民，民終愛之，撫按交薦其才，解組歸教家嚴肅，才行端方、操守清潔，鄉鄰稱其有父風焉。